# Hylaeus satelles
Hylaeus satelles is een vliesvleugelig insect uit de familie Colletidae. De wetenschappelijke naam van de soort is voor het eerst geldig gepubliceerd in 1886 door Blackburn.